# Лаваль (округ)
Округ Лаваль (фр. Arrondissement de Laval) — округ у Франції, в департаменті Маєнн. 2023 року округ об'єднував 34 муніципалітети, населення становило 114 501 особу.
Адміністративний центр (супрефектура) — Лаваль.

## Муніципалітети
Список муніципалітетів округу та їхні коди INSEE:
1. Антрамм (53094)
2. Аржантре (53007)
3. Аюїє (53001)
4. Больє-сюр-Удон (53026)
5. Боншам-ле-Лаваль (53034)
6. Бургон (53040)
7. Ла-Брюлатт (53045)
8. Ла-Гравель (53108)
9. Ла-Шапель-Антенез (53056)
10. Лаваль (53130)
11. Ле-Бурнеф-ла-Форе (53039)
12. Ле-Жене-Сент-Іль (53103)
13. Лоне-Вільє (53129)
14. Луарон-Рюїє (53137)
15. Луверне (53140)
16. Лувіньє (53141)
17. Л'Юїссрі (53119)
18. Монжан (53158)
19. Монтіньє-ле-Бріян (53157)
20. Монфлур (53156)
21. Нюїє-сюр-Вікуен (53168)
22. Оліве (53169)
23. Парне-сюр-Рок (53175)
24. Пор-Бріє (53182)
25. Сен-Бертевен (53201)
26. Сен-Жан-сюр-Маєнн (53229)
27. Сен-Жермен-ле-Фую (53224)
28. Сен-П'єрр-ла-Кур (53247)
29. Сен-Сір-ле-Гравле (53209)
30. Сент-Уен-де-Туа (53243)
31. Сульже-сюр-Уетт (53262)
32. Форсе (53099)
33. Шалон-дю-Мен (53049)
34. Шанже (53054)